# ماکی‌زوشی

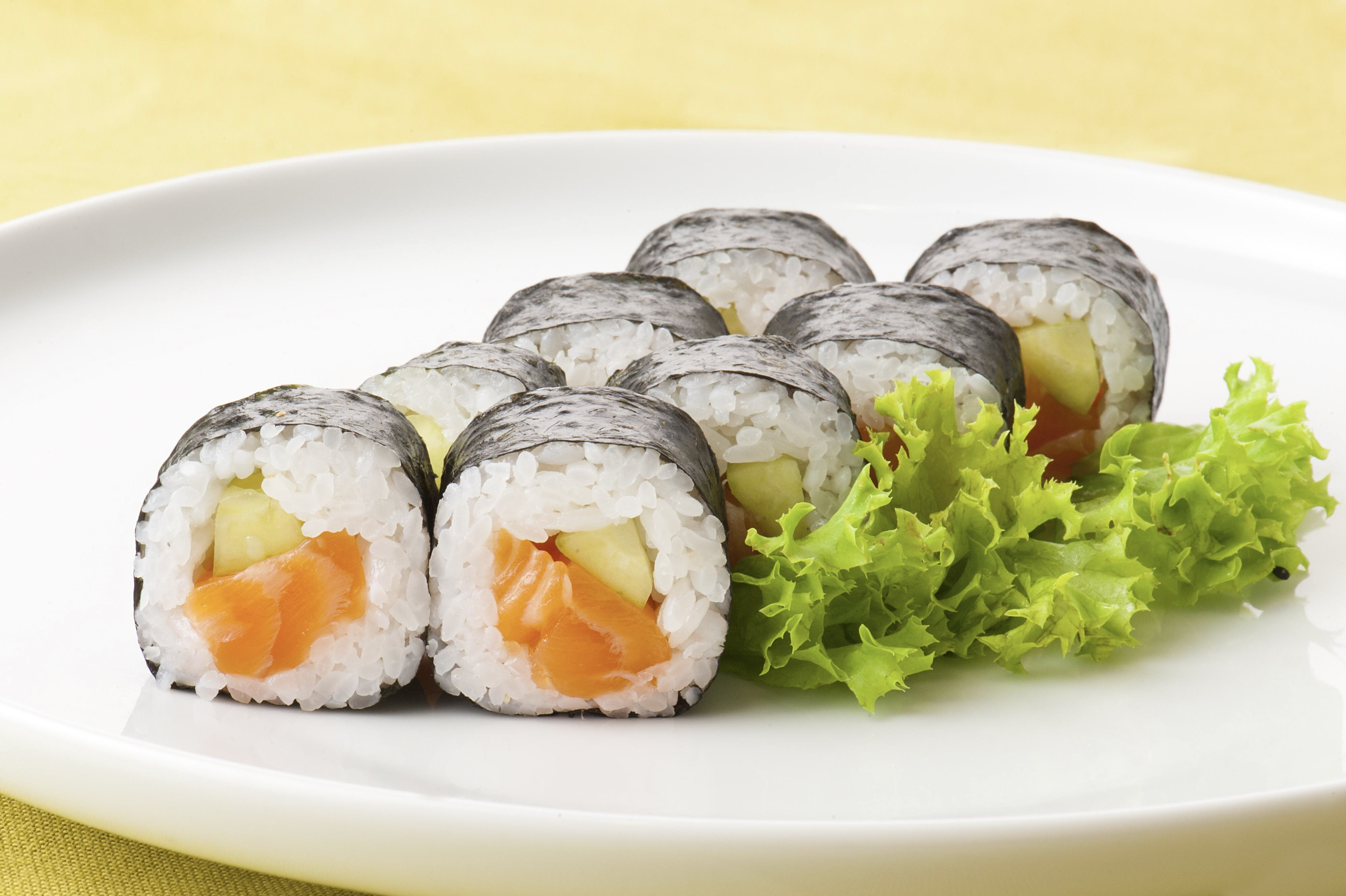
ماکی‌زوشی

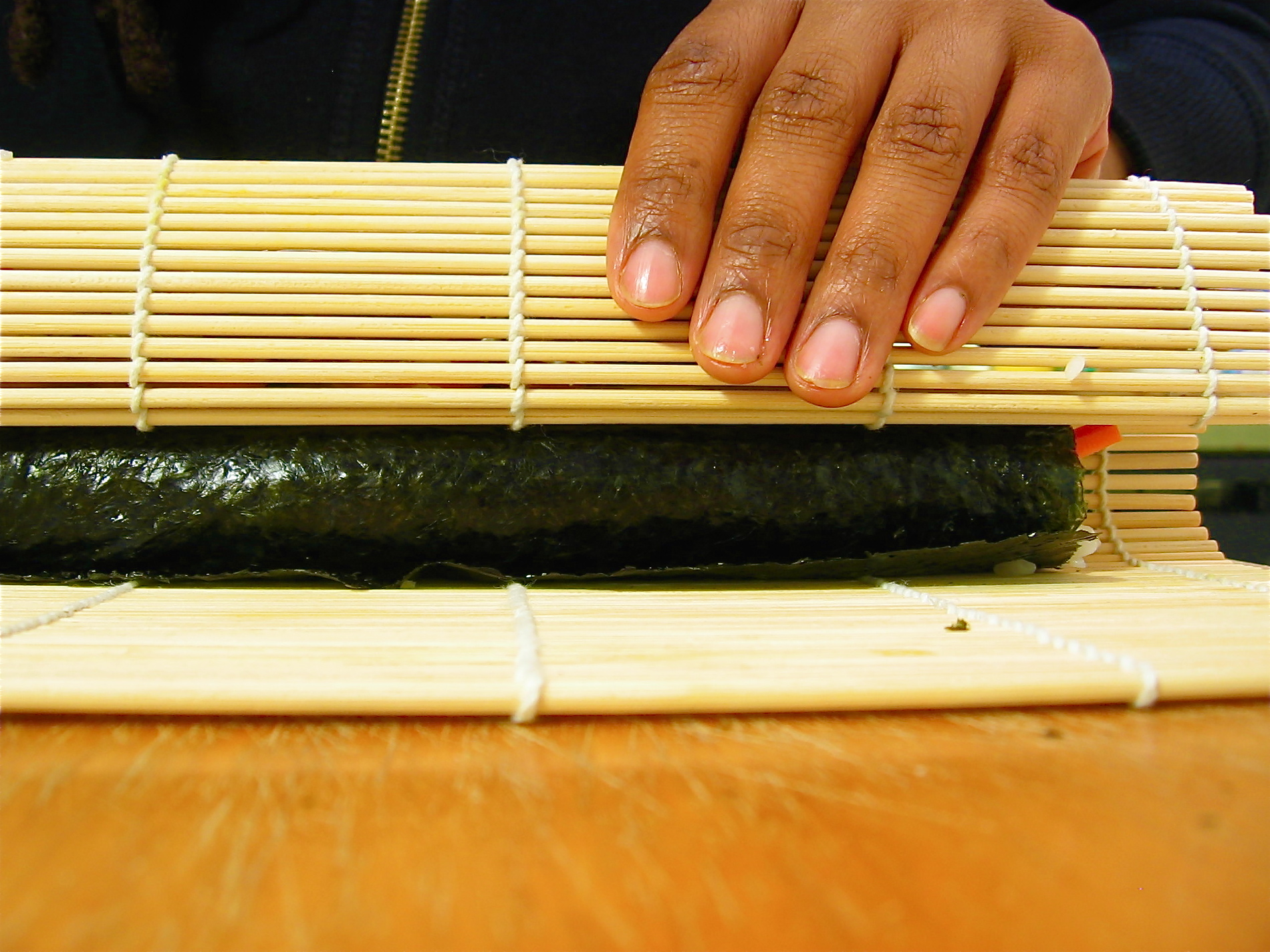
روش پیچاندن ماکی‌زوشی بر روی ماکی‌سو

ماکی‌زوشی (به ژاپنی: 巻き寿司 Maki sushi)  یکی از انواع سوشی است. مواد سوشی در داخل برنج به حالت رول در می‌آیند و دور این رول با موادی مانند جلبک نوری یا تخم‌مرغ املت پیچانده می‌شود.
در برخی از منابع ماکی‌زوشی نام دیگر نوری‌ماکی دانسته شده‌است. و تعریف آن بدین صورت است که ماکی‌زوشی نوعی سوشی است که بر روی جلبک نوری ابتدا برنج مخصوص سوشی قرار می‌گیرد و سپس بر روی آن مواد سوشی مانند ماگورو، خیار، کانپیو، اومه شیسو، ناتو قرار گرفته و با استفاده از ماکی‌سو مواد به شکل رول در می‌آیند. برحسب مقدار برنجی که در داخل رول قرار داده می‌شود. ماکی‌زوشی به سه نوع هوسوماکی با قطر حداکثر ۳ سانتیمتر (رول نازک)، چوماکی (رول متوسط) و فوتوماکی (رول ضخیم) تقسیم می‌شود.

## انواع هوسوماکی یا رول نازک
- تکاماکی (به ژاپنی: 鉄火巻):داخل رول ماگوروی قرمز قرار دارد.
- نگی‌توروماکی (به ژاپنی: ねぎとろ巻): با توروی ماگورو (ماهی تن)
- توروتاکوماکی (به ژاپنی: トロタク巻): با تورو و تاکو 沢庵
- کانپیوماکی (به ژاپنی: かんぴょう巻):داخل رول کانپیو قرار دارد.
- کاپاماکی (به ژاپنی: かっぱ巻):داخل رول خیار قرار دارد.
- اومه جیسو ماکی (به ژاپنی: 梅紫蘇巻 うめじそまき):داخل آن اومه‌بوشی و تاکوآن (شور دایکون)
- شینکوماکی (به ژاپنی: 新香巻 しんこまき): داخل آن خیارشور به سبک ژاپنی و تاکوآن (شور دایکون) قرار دارد.
- ناتوماکی (به ژاپنی: 納豆巻巻):داخل رول ناتو قرار دارد.
- آناکیوماکی (به ژاپنی: 穴きゅう巻 あなきゅうまき) :داخل رول آناگو و خیار قرار دارد.
- هیموکیوماکی (به ژاپنی: ひもきゅう巻):داخل آن آکاگای (صدف قرمز) و ماهی خشک و خیار قرار دارد.
- تسونامایوماکی (به ژاپنی: ツナマヨ巻): داخل آن سس مایونز و کنسرو ماهی تن قرار دارد.[۳]

## نگارخانه

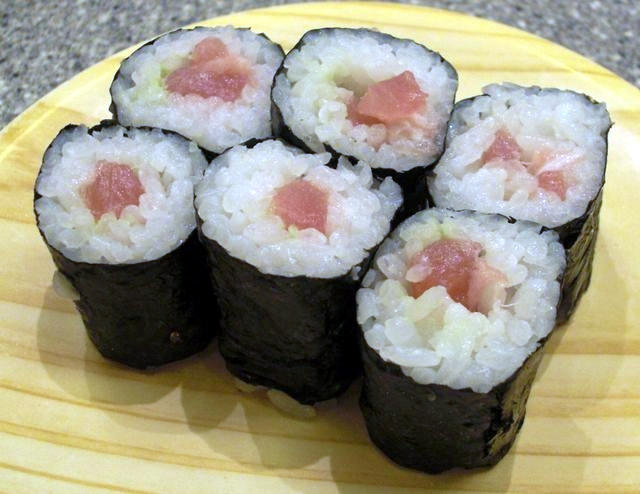
هوسوماکی (رول نازک)
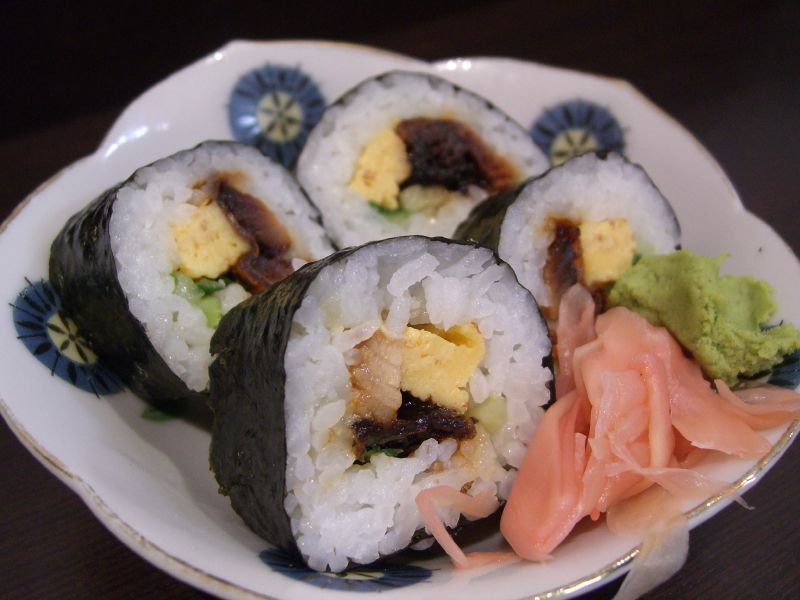
چوماکی (رول متوسط)
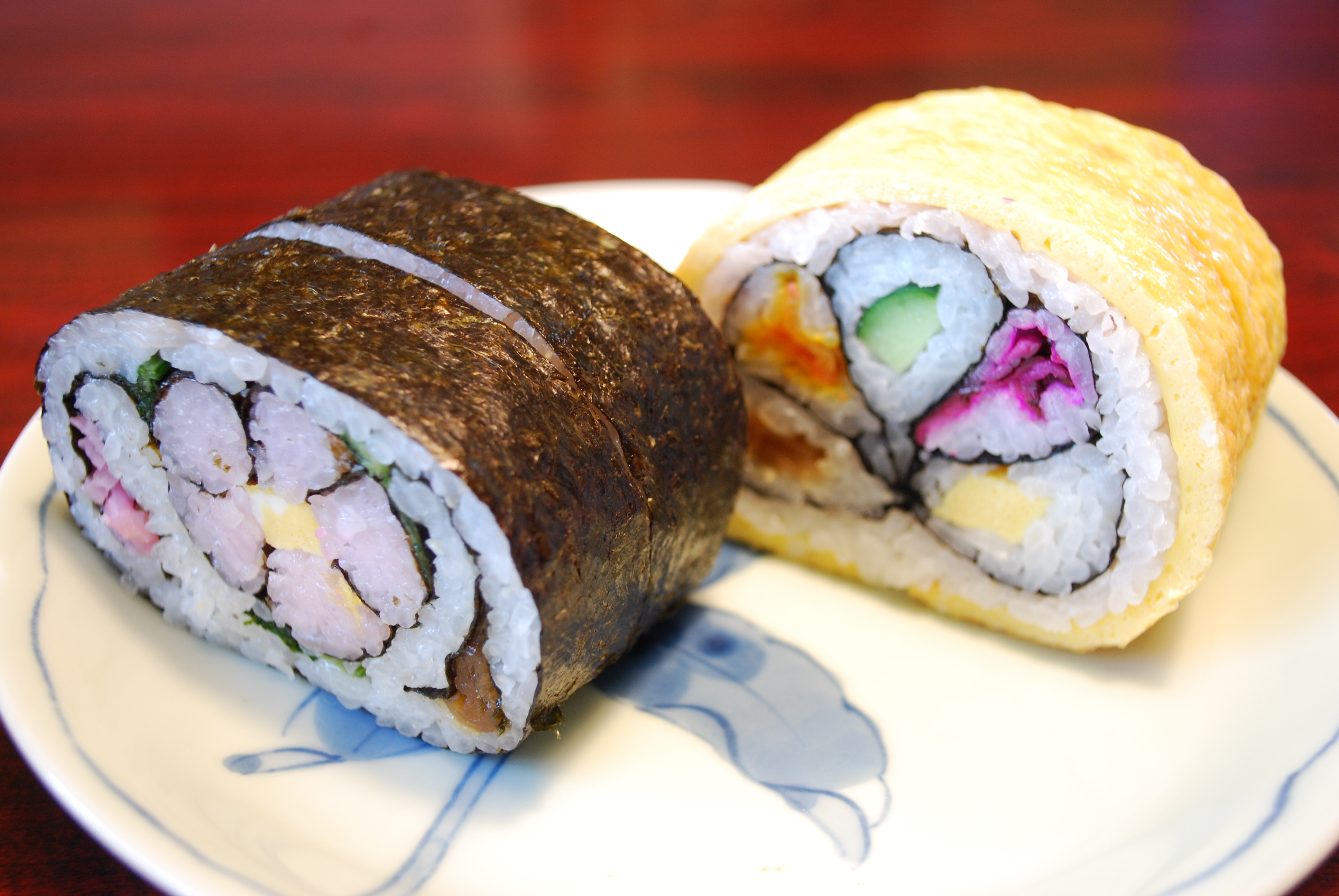
فوتوماکی (رول ضخیم)
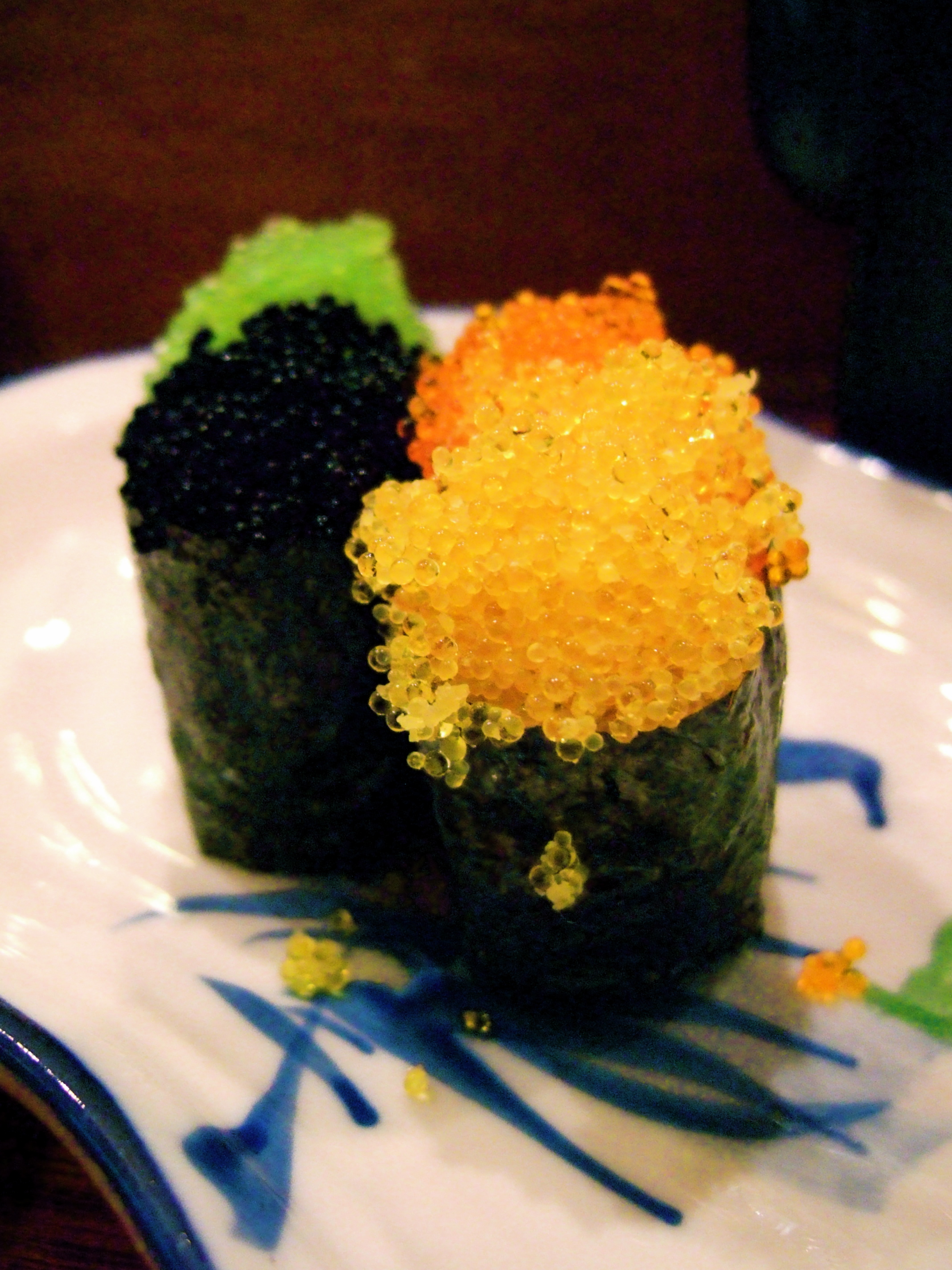
گونکان‌ماکی
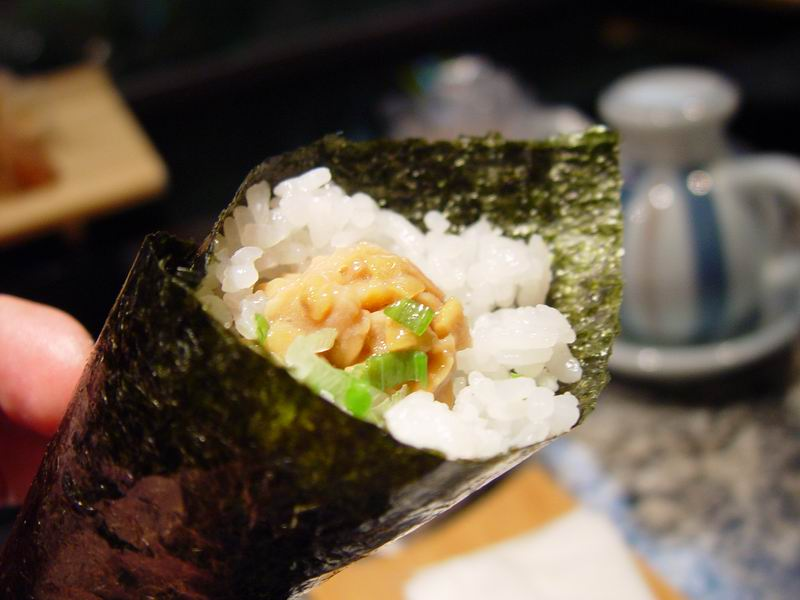
تِه‌ماکی
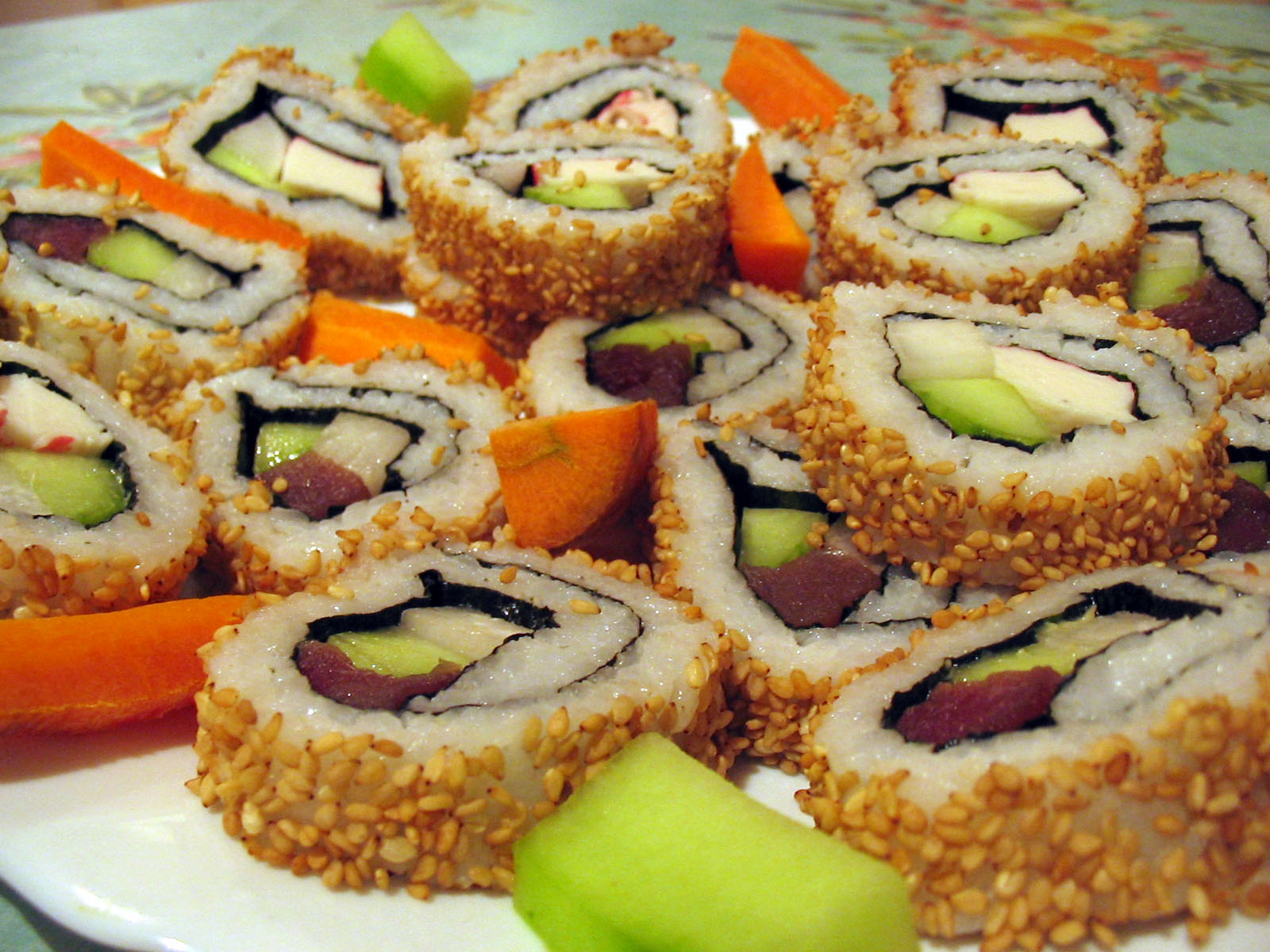
کالیفرنیا رول